# Чжан Дунсунь
Чжан Дунсунь (张东荪; 9 грудня 1886 — 2 червня 1973) — китайський філософ та історик філософії, пропагандист і інтерпретатор західної думки, політичний діяч Китайської республіки.

## Життєпис
Народився 9 грудня 1886 року у повіті Хансянь (сучасний Юйхан) провінції Чжецзян. Був самоучкою, займався самоосвітою в Японії. З 1916 до 1946 року був головним редактором ряду газет і журналів. У 1910-1920-ті роки він співпрацював з політичними організаціями реформаторів — Прогресивною партією (Цзіньбу дан) та Дослідницькою групою (Яньцзи сі). У 1925—1930 роках був президентом Публічного університету Китаю, у 1930—1952 роках професором філософії Яньцзінського університету в Пекіні. У 1920 році Чжан Дунсунь виступив ініціатором дискусії про соціалізм, доводячи передчасність здійснення його принципів в Китаї.
Разом з Чжан Цзюньмаєм у 1934—1946 став організатором і керівником Державної соціалістичної партії Китаю (пізніше — Демократичної соціалістичної партії), одним з лідерів Демократичної ліги Китаю. Під час Другої світової війни був заарештований японцями в Пекіні. Після утворення Китайської Народної Республіки обрано членом Центрального народного уряду. У лютому 1952 році зазнав критики як «незалежний» ідеолог, зміщений з усіх посад. З 1958 року втратив посаду професора й вимушений був працювати прибиральником в Яньцзінському університеті. З початком культурної революції у 1966 році відправлено до табору на «перевиховання», де Чжан Дунсунь помер 2 червня 1973 року.

## Філософія
Чжан Дунсунь був одним із найбільш компетентних в Китаї знавців західної філософії. Переклав на китайську мову «Діалоги» Платона, праці Бергсона «Матерія і пам'ять» і «Творча еволюція». Найбільший вплив на його світогляд зробили І. Кант, Д. Юм, Б. Рассел, К. І. Льюїс, А. Н. Уайтхед.
У філософській проблематиці Чжан Дунсунь основний нахил робив на теорію пізнання, прагнучи до реалізації синтезу культур Сходу і Заходу в поєднанні неоконфуціанського раціоналізму з кантіанством, що в цілому набуло форми «гносеологічного плюралізму» (доюань женьшілунь), або панструктуралізму. Свою філософську позицію сам називав «скептичним ідеалізмом» (цуні вейсіньлунь). З написаних ним книг найбільше теоретичне значення мають: «Женьшілунь» («Гносеологія»), «Чжишен юй Веньхуа» («Пізнання і культура»), «Синь чжесюе луньцун» («Збірник статей про нову філософію»), «Даоде чжесюе» («Моральна філософія»).
Виступаючи проти марксистського розуміння діалектики, Чжан Дунсунь у 1934 році розгорнув дискусію про діалектичний матеріалізмі. Не визнаючи існування суперечностей в об'єктивній дійсності, він доводив, що пізнання повинне підкорятися логічним, а не діалектичним законам, і марксистська філософія являє собою всього лише спірну суспільствознавчу гіпотезу.
Прагнення Чжан Дунсуня до синтезу східних й західних цінностей позначилося на його трактуванні демократії не тільки як соціально-політичної системи правління, але і як «певного рівня розвитку цивілізації», що характеризується високими духовно-моральними принципами. Еквівалент західної категорії «свобода» він знаходив в китайській концепції «самозадоволення» (цзидЕ), яка досягається, коли «кожен слідує своєю природою» і «живе в гармонії з розумом». Наприкінці 1940-х року відбувся зсув його інтересів від метафізики до соціології пізнання і віри в культурну зумовленість понять. В результаті Чжан Дунсунь перейшов від неприйняття до діалогу з марксизмом. Результатом останнього стала концепція «середнього курсу», яка має на увазі соціальне партнерство в суспільстві, демократизм у політиці та соціалістичне планування в економіці.